# Parathyma kasina
Parathyma kasina är en fjärilsart som beskrevs av Hans Fruhstorfer 1906. Parathyma kasina ingår i släktet Parathyma och familjen praktfjärilar. Inga underarter finns listade i Catalogue of Life.